# Свидание с монстром
«Свидание с монстром» (англ. Woman of The Hour) — художественный фильм режиссёра Анны Кендрик, который станет её режиссёрским дебютом. Фильм основан на биографии серийного убийцы Родни Алкала, который в 1978 году появился на телешоу «Игра в свидания». Действие фильма разворачивается вокруг событий игрового шоу, а Кендрик исполняет роль участницы Шерил Брэдшоу.
Премьера фильма состоялась на Международном кинофестивале в Торонто 8 сентября 2023 года, а 18 октября 2024 года он стал доступен на Netflix. 

## Сюжет
В 1978 году серийный убийца Родни Алкала появился на шоу «Игра в свидание» и выиграл свидание с холостячкой Шерил Брэдшоу. На тот момент Алкала убил пять женщин, а его странный образ во время эпизода позже прозвали «Убийцей из игры знакомств».

## В ролях
- Анна Кендрик — Шерил Брэдшоу
- Дэниел Зоватто[4]
- Николетт Робинсон — Лора
- Кэтрин Галлахер
- Келли Джакл
- Отум Бест
- Тони Хейл

## Производство
В декабре 2017 года сценарий Иэна Макаллистера Макдональда «Родни и Шерил» был включен в Чёрный список, ежегодный обзор самых популярных сценариев, которые ещё не были реализованы. В мае 2021 года компания Netflix приобрела права на сценарий Макдональда. Анна Кендрик получила главную роль. В апреле 2022 года, когда Netflix больше не был связан с фильмом, фильм был продан на Каннском кинорынке. Было объявлено, что Кендрик теперь выступает в качестве режиссёра и продюсера, а также исполнит роль Шерил Брэдшоу, рабочее название проекта стало «Игра в свидание». В декабре 2022 года «Игра в свидания» была одним из трех фильмов, упомянутых в иске о предполагаемом мошенничестве и нарушении контракта.
Съёмки проходили в Ванкувере с октября по декабрь 2022 года.
Премьера фильма состоялась на Международном кинофестивале в Торонто 8 сентября 2023 года, но актёры не смогли принять участие в мероприятии из-за забастовки SAG-AFTRA. Вскоре после этого компания Netflix, которая должна была распространять фильм в мировом прокате на раннем этапе его разработки, выкупила права на дистрибуцию в США, а также на некоторые международные территории за 11 миллионов долларов.

## Восприятие
На сайте Rotten Tomatoes фильм имеет рейтинг 90 % основанный на 49 отзывах, со средней оценкой 7.8/10. Консенсус сайта гласит: «„Игра в свидание“, ловко снятая звездой Анной Кендрик, использует невероятную правдивую историю как основу для мощного исследования пересечения системного женоненавистничества и насилия».